# Somalias flagga
Somalias flagga är ljusblå med en vit femuddig stjärna i mitten. Flaggan antogs av Somalia den 12 oktober 1954 och har proportionerna 2:3.

## Symbolik
Flaggans ljusblå nyans har hämtats från FN-flaggan och påminner om den somaliska statens bakgrund som FN-mandatområde efter andra världskriget. Den femuddiga stjärnan representerar de fem somaliska folkgrupperna i de gamla brittiska och italienska kolonierna samt i Etiopien, Kenya och Djibouti.

## Historik
Flaggan skapades ursprungligen 1954 för det italienska FN-mandatområde som skapades efter andra världskriget av det tidigare Italienska Somaliland. Enligt generalförsamlingens beslut från 1949 skulle den nya staten Somalia få självständighet inom 10 år, och flaggan infördes redan före självständigheten som en symbol för det lagstiftande råd som den italienska administrationen skapat tillsammans med de andra medlemmarna i den FN-kommission som övervakade förvaltarskapet. Det lagstiftande rådet utsågs inte genom allmänna val, utan bestod av personer som nominerats av politiska partier, minoritetsgrupper och andra erkända organisationer. Den som skapade flaggan var Mohammed Awale Liban som representerade fackföreningsrörelsen. Flaggan behölls i oförändrat skick när det självständiga Somalia skapades 1960 genom en sammanslagning av det italienska mandatområdet och det tidigare Brittiska Somaliland.